# Slavnost Těla a Krve Páně

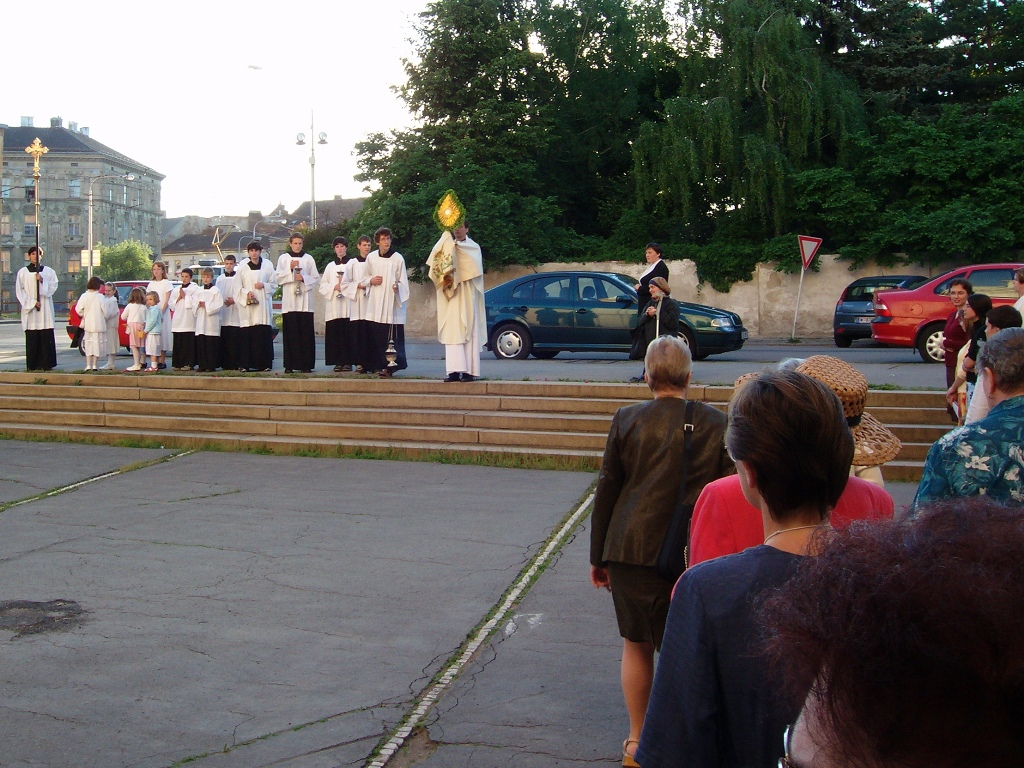
Kněz s monstrancí žehná městu při průvodu během slavnosti Těla a krve Páně

Slavnost Těla a krve Páně, lidově Boží tělo je svátek římskokatolické církve, kterým se zdůrazňuje reálná přítomnost Ježíše Krista jako Boha i jako člověka v eucharistii. Podle nauky církví katolických, pravoslavných a ostatních starobylých křesťanských církví východu se při slavení mše obětovaný chléb a víno mění v tělo a krev Ježíše Krista.

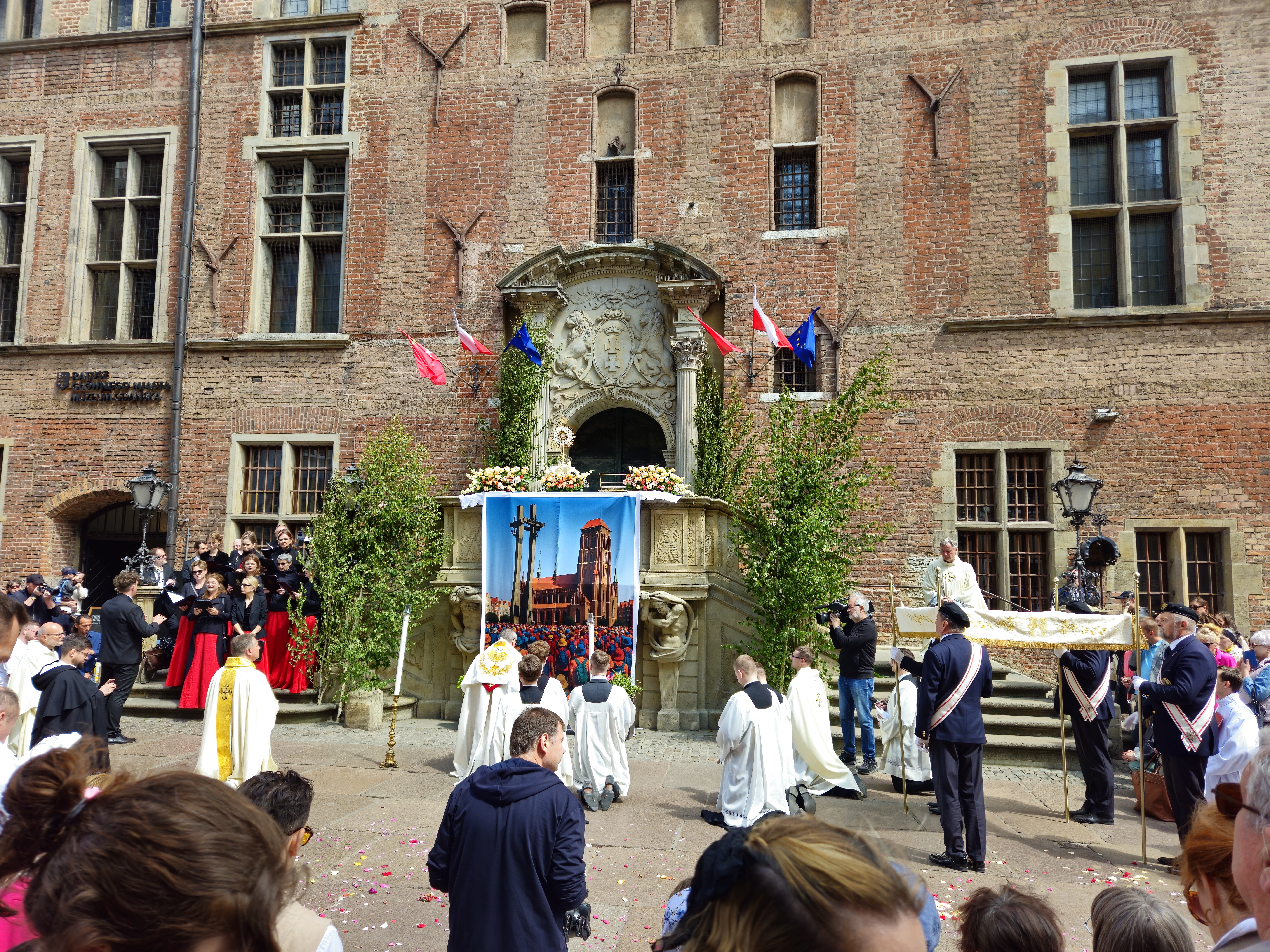
Slavnosti "Boże Ciało" v Polském Gdaňsku, červen 2025.

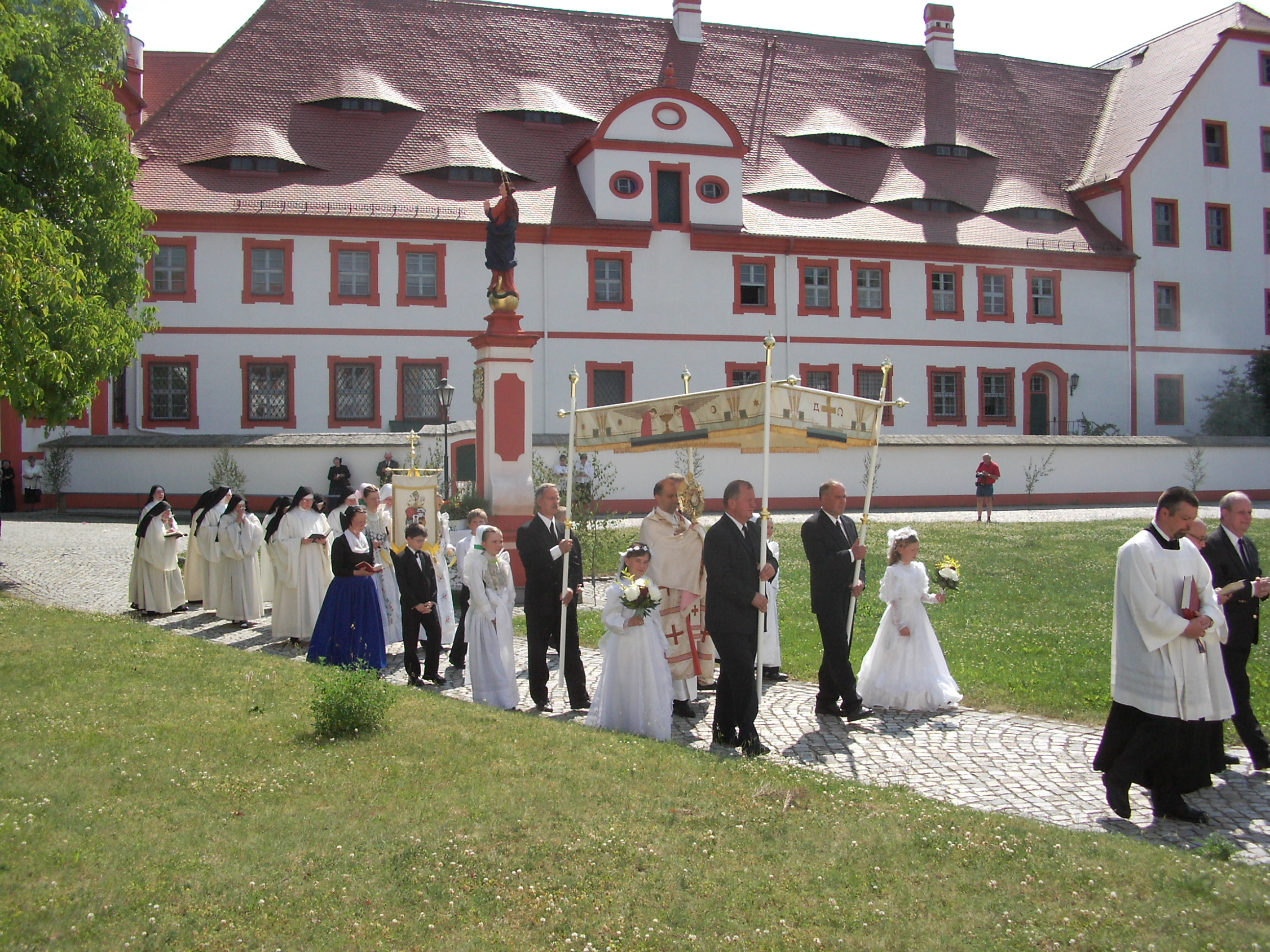
Procesí v klášteře Sankt Marienstern

Slavení svátku může být provázeno procesím, při němž vyjde z kostela liturgický průvod v určeném pořadí účastníků, v němž kněz nese Nejsvětější Svátost Oltářní (eucharistii), nad ním bývají nesena „nebesa“  v podobě baldachýnu zdviženého na čtyřech žerdích. Průvod se zastaví na čtyřech předem určených místech (náměstí, sochy svatých, kaple, filiální kostel, morové sloupy apod.) a konají se krátké pobožnosti. Liturgická barva je bílá.

## Historie

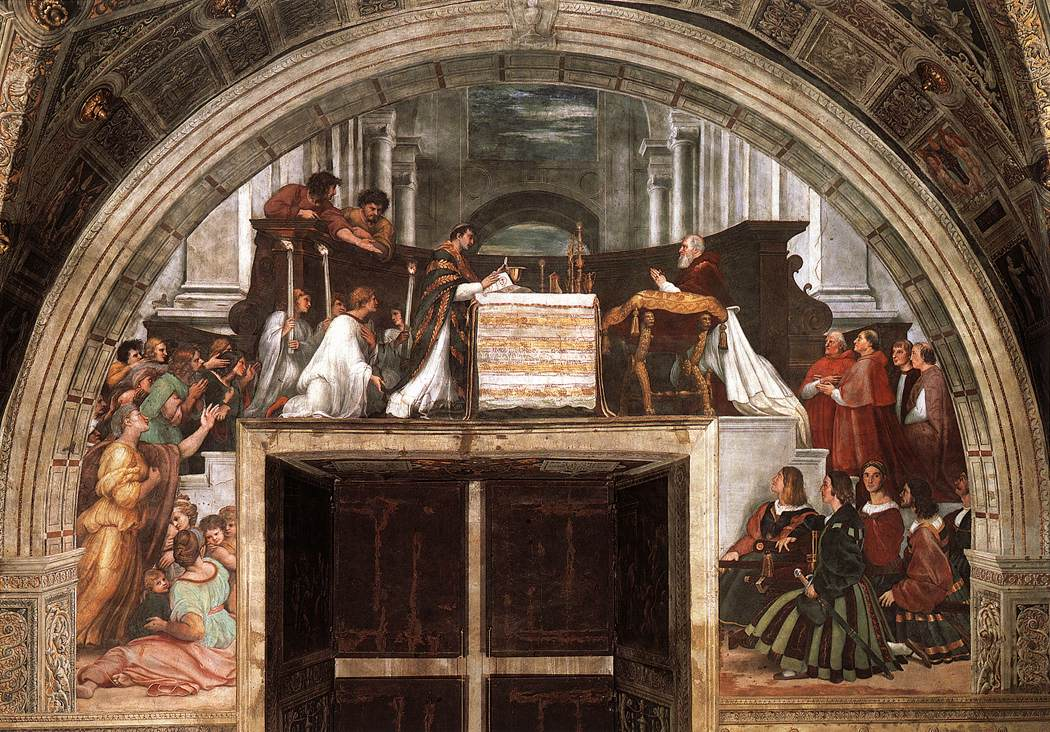
Mše v Bolseně, při které se udál eucharistický zázrak. Hostie v rukou kněze Petra z Prahy začala během přepodstatnění krvácet (Raffael Santi, 1512)

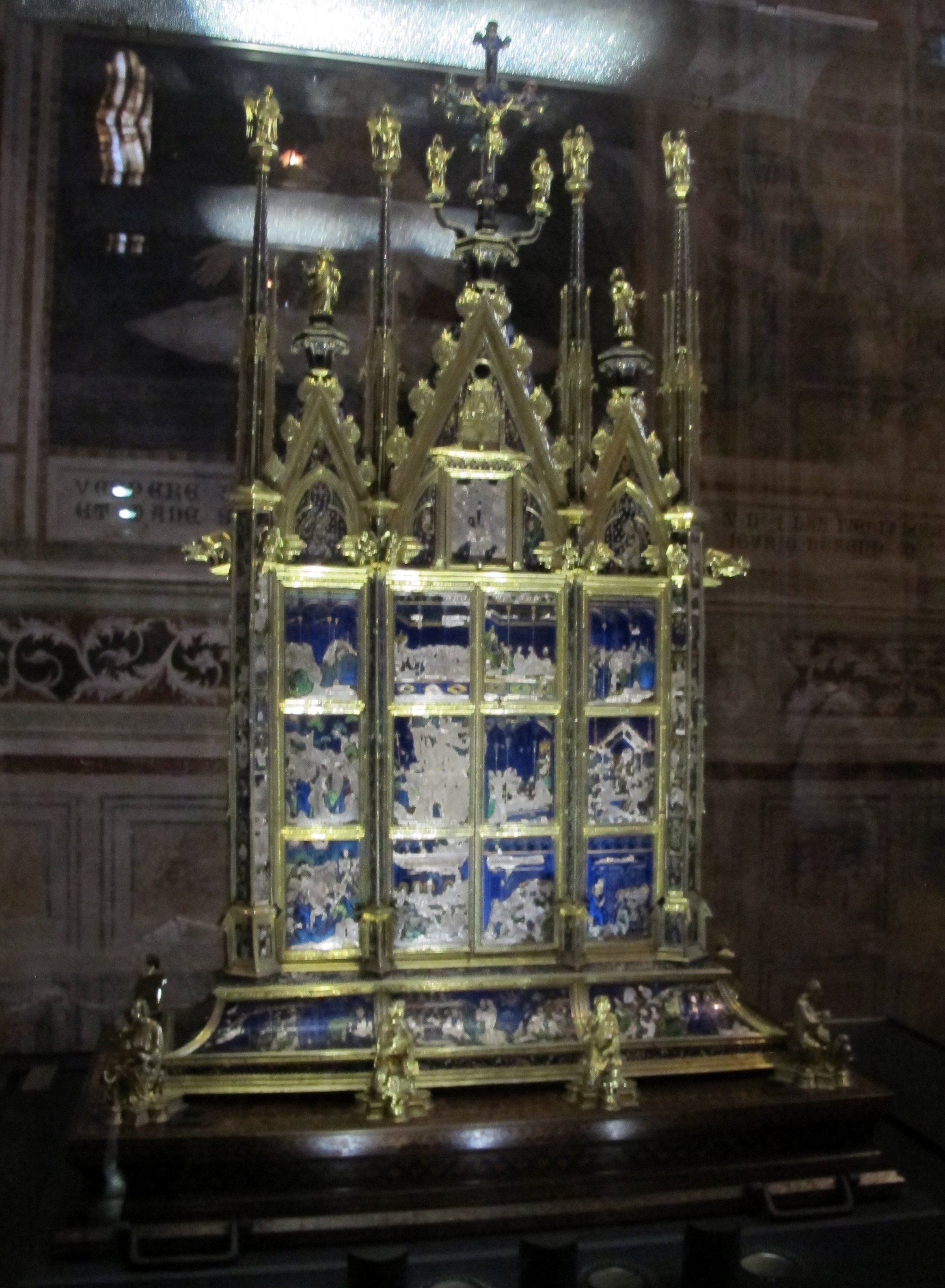
Relikviář korporálu z Bolseny, Ugolino di Vieri, Siena, 1337-1338

Během 13. století v Evropě sílil kult svátosti oltářní (eucharistie) a současně se zdůrazňovala reálná přítomnost Kristova v konsekrovaném chlebu. Dobovou atmosféru, která vedla ke vzniku slavnosti, dokreslovala jednak touha středověkého člověka po silnějším smyslovém prožitku náboženských obřadů, lidově řečeno po „podívané“, jednak opakovaná vidění augustiniánské řeholnice Juliany z Lutychu (Liège) z roku 1209. Zjevoval se jí zářivý měsíční kotouč s jedním tmavým místem, což mělo být znamení, že mezi ostatními křesťanskými svátky chybí místo pro svátek eucharistický. Na naléhání řeholnice a jejího duchovního rádce zavedl biskup Robert z Lutychu pro svou diecézi roku 1246 poprvé takovýto svátek. Při pouti českého kněze Petra, probošta Vyšehradské kapituly, který si chtěl poutí do Říma v roce 1263 vyprosit osvobození od svých pochybností při transsubstanciaci, došlo v italské Bolseně k církevní události (tzv. Mše v Bolseně), která vyvracela pochybnosti dotyčného kněze o přítomnosti Krista v hostii. Kněz o tom podal zprávu papeži, který byl právě v blízkém Orvietu. Papež Urban IV. dal celou událost prozkoumat a roku 1264 ustanovil eucharistický svátek pro celou církev. Zavedení svátku zdůvodnil ve své bule Transiturus, kde rozvinul nauku o eucharistii jako oběti i jako hostině. Krátce nato papež zemřel, což rozšíření svátku opozdilo. Až Klement V. na koncilu ve Vienně (1311–1312) zavedení svátku připomenul. Teprve nástupce Klementa V. Jan XXII. zveřejněním buly Transiturus v klementinských dekretáliích se zasloužil o celocírkevní rozšíření Slavnosti Těla a Krve Páně. V letech 1357–1364 Bolsenskou mši zachytil malíř Ugolino di Prete Ilario na freskách v katedrále v Orvietu, tento vzor později použil Raffael Santi při malbě Mše v Bolseně v Heliodorově stancii Apoštolského paláce ve Vatikánu. Na tvorbě bohoslužebných textů pro slavnost se významnou měrou podílel teolog sv. Tomáš Akvinský. Klasická nauka o přepodstatnění je obsažena v jeho sekvenci Lauda Sion Salvatorem (Sióne chval Spasitele) a dokládá způsob, jakým se složité teologické formulace dostávaly do povědomí křesťanské veřejnosti třeba ve formě umělecky hodnotné poezie. Dalšími texty složenými pro nově vzniklý svátek k užití při liturgii hodin (denní modlitbě církve obsažené v breviáři) a bohoslužbě jsou Adoro te devote, Verbum supernum prodiens (O salutaris hostia), Pange lingua gloriosi corporis mysterium (Tantum ergo) a Sacris solemniis (Panis angelicus).

### České země
V českých zemích vrcholily eucharistické slavnosti v době předhusitské mezi léty 1390–1420, v souvislosti s hnutím Devotio moderna, kdy byla v Praze na Karlově náměstí postavena kaple Božího Těla a Krve, stejně jako v Olomouci a zejména v Kutné Hoře, kde při ní ustaveno bratrstvo Božího Těla. Procesí byla obnovena v katolických městech (například v Ústí nad Labem nebo ve Znojmě) již roku 1436, jinde až od 70. let 15. století.

### Protireformační charakter
11. října 1551 vydal Tridentský koncil dekret o eucharistii, v něm zdůrazňuje reálnou přítomnost Kristova těla a krve a považuje za legitimní uctívání oltářní svátosti i mimo přijímání. Procesí Božího těla získalo v dekretu protireformační charakter: „A tak by měla pravda vítězně triumfovat nad lží a kacířstvím, aby její protivníci tváří v tvář takovému lesku a takové radosti církve buď vnitřně zlomeni umlkli, nebo naplněni studem a lítostí dospěli k rozumu.“

## Současnost

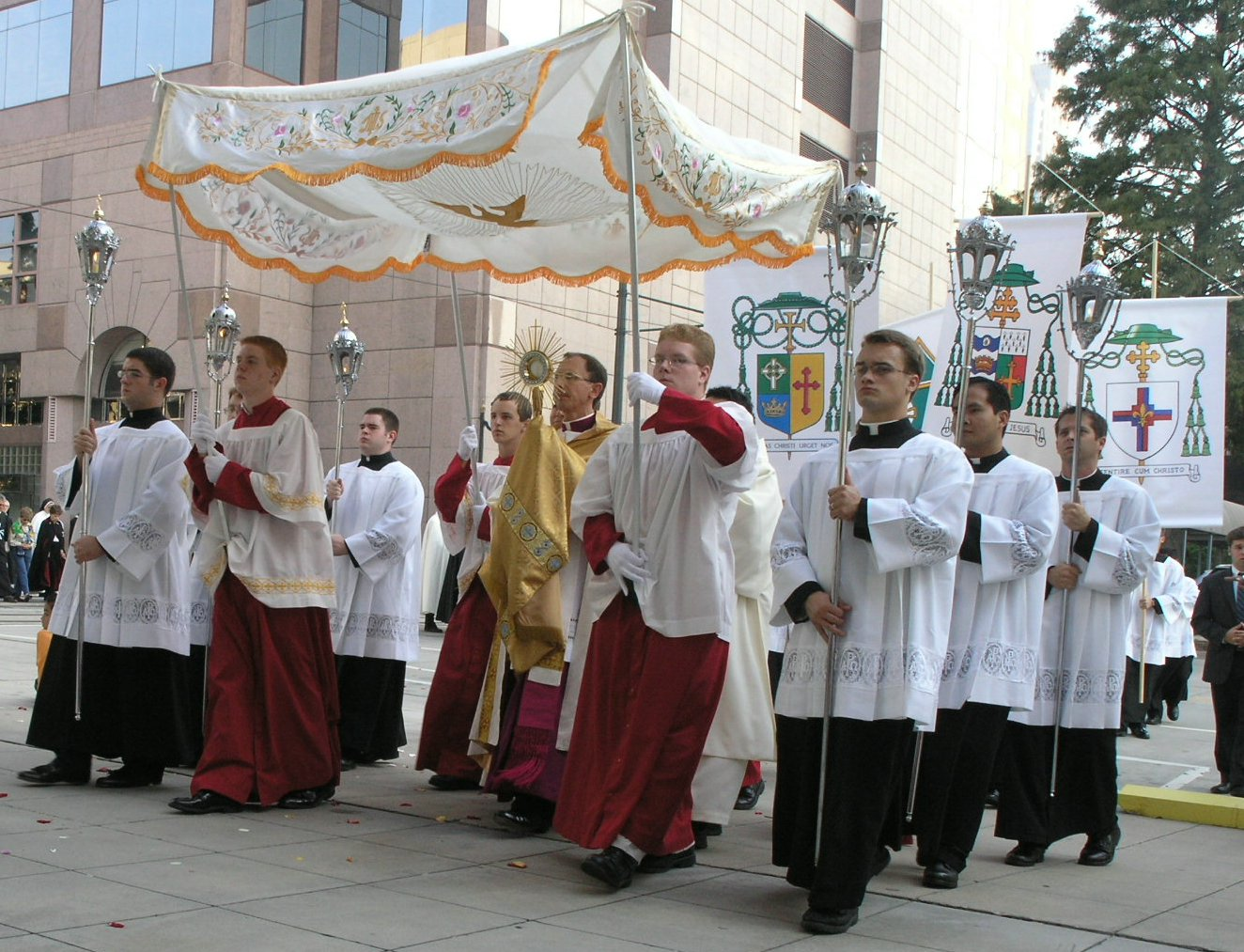
Kněz s monstrancí v průvodu o Slavnosti Těla a krve Páně

Datum slavnosti se řídí datem Velikonoc příslušného roku. Nedělí Seslání Ducha svatého, padesát dní po velikonoční neděli "vzkříšení", končí doba velikonoční. Následuje neděle Nejsvětější Trojice a čtvrtek po ní je vyhrazen slavnosti Těla a krve Páně. Mše svatá má slavnostní charakter. Svaté přijímání se věřícím může podávat pod obojí – hostie se buď namáčí v konsekrovaném víně nebo věřící přijímají hostii samostatně a víno pijí z kalicha.
Podle místních zvyklostí bývá mše zakončena buď adorací před vystavenou svátostí oltářní nebo je monstrance s eucharistií nesena v průvodu z kostela. Na čtyřech předem stanovených a upravených místech se koná krátká pobožnost. Průvod Božího těla nese často prvky jisté okázalosti (baldachýn, družičky sypající okvětní lístky – tzv. troušení, kadidlo, někdy i vyzvánění zvláštním mobilním zvoncem, střílení z děl – hmoždířů), což vyvolává dvojí hodnocení: kritiku triumfalismu církve ze strany nezúčastněné veřejnosti nebo vnímání smyslu průvodu jako projevu nejvyšší úcty Ježíši Kristu ze strany věřících katolíků.

### Dějinný vývoj eucharistického průvodu
Ačkoliv v zakládací bule Urbana IV. není o průvodu ani zmínky, v období mezi lety 1247 a 1279 lze doložit jeho pořádání u sv. Gereona v Kolíně nad Rýnem. Ve 14. století ve většině zemí byl průvod Božího těla nadšeně přijímán. Ustálil se kolem čtyř vnějších oltářů (Marek, Matouš, Jan a Lukáš), zbudovaných mimo chrám. V Římě se průvod konal tradičně mezi chrámy sv. Jana (Lateránská bazilika) a kostelem Panny Marie Sněžné.
V barokní době se tato liturgická zvyklost stala triumfálním tažením a vděčným divadlem, jak to odpovídalo dobové mentalitě. Nutno dodat, že eucharistický průvod není ukládán žádným závazným liturgickým předpisem. Jeho uspořádání závisí na místních zvyklostech. Formu určuje biskup příslušné diecéze.
Za první Československé republiky byla tradice těchto procesí velmi živá a svátek Božího těla byl i státním svátkem. Vzhledem k povinné výuce náboženství na obecných i měšťanských školách byl i určitým vyvrcholením každého školního roku. K tomu přispívala i účast družiček s košíky plnými květů, které trousily na cestě liturgického průvodu mezi nejméně čtyřmi oltáři, zbudovanými v obcích mimo kostel.
Tradice průvodů na veřejnosti byla potlačena po roce 1948 v celém tehdejším Československu v období tzv. reálného socialismu, kdy bylo zakázáno vycházet mimo kostel. Jakékoliv projevy náboženského života na veřejnosti byly nežádoucí a považovaly se za porušení zákona o dozoru státu nad církvemi. Přesto se venkovní procesí po náměstích v tento den v některých městech (Olomouc, Plzeň, Skuteč, Třeboň, Litoměřice,  Liberec, Znojmo aj.) udržela až do konce padesátých let.
Po roce 1989 se tradice průvodů při Slavnosti Těla a krve Páně spontánně obnovila především ve větších městech. Již ve čtvrtek 18. června 1992 se v Praze uskutečnil liturgický průvod Corpus Christi s baldachýnem obklopeným kněžími a arciděkanem nesoucím monstranci, s ministranty zvonícími zvoncem, jdoucí Melantrichovou ulicí z Václavského náměstí na Staroměstské náměstí do chrámu Panny Marie před Týnem, za nádherného až příliš horkého počasí, za velké účasti věřících a dalších Pražanů i překvapených zahraničních turistů. Podobný eucharistický průvod městem od katedrály sv. Václava uspořádal i olomoucký arcibiskup Jan Graubner. K rozšíření tradice čtvrtečního průvodu v oblasti Hradčanského náměstí v Praze se na přelomu tisíciletí zasloužili kardinálové  Miloslav Vlk a Dominik Duka. Tradiční venkovní průvod se pořádá každoročně také u Kostela Panny Marie a Karla Velikého poblíž Nuselského mostu (Nové Město čp. 453, čtyři vnější oltáře). V určitých farnostech se původně čtvrteční slavnost překládá na následnou neděli, aby se mohli účastnit věřící, kteří musí v týdnu do zaměstnání (Farnost sv. Václava v Dolních Bojanovicích).
Na Moravě a na některých místech českého venkova lze průvod Božího těla vidět i na venkově.
Od roku 2013 spojuje v červnu Prahu a italské Orvieto štafetový běh Corpus Domini, složený z českých a italských běžců, připomínající první pouť českého kněze Petra z Prahy do Říma v roce 1263 a událost v Orvietu i Bolseně (Mše v Bolseně).
Tradiční několikahodinové liturgické průvody věřících, kněží i spolků s nesením korouhví, figurín světců, Ježíška, Panny Marie a Ježíše se pořádají nejen v Orvietu, Římě a dalších italských městech, ale také v katolických zemích Německa (Bavorsko, Duryňsko, Vestfálsko), Španělsku (Sevilla, Cordoba, Toledo, Madrid aj.), Mexiku, Uruguayi a dokonce i v New Yorku.

## Zvyky
- Při procesí v průvodu chodívají „za družičky" bíle oblečené dívky s košíčky bílých květů, které sypou na cestu (tzv. troušení)
- Střelba „na ptáka", každoroční slavnost ostrostřelců se soutěží o krále střelců; odtud rčení „Ran jak o Božím těle".